# Графов Леонід Юхимович
Леонід Юхимович Графов (23 грудня 1909, селище Шахти № 8 Катеринославської губернії, тепер у складі міста Донецька Донецької області — 9 січня 1978, місто Москва, тепер Російська Федерація) — радянський діяч вугільної промисловості, 1-й заступник міністра вугільної промисловості СРСР. Депутат Верховної Ради СРСР 6-го скликання (в 1962—1966 роках).

## Життєпис
Народився в родині робітника-шахтаря. У 1925—1926 роках працював робітником на шахтах Донбасу. У 1926—1928 роках — рахівник, завідувач пенсійного відділу Ново-Азовського страхового пункту.
У 1928—1930 роках — керуючий справами Чулковських шахт Ново-Азовського району.
У 1930—1935 роках — студент Московського гірничого інституту.
У 1935—1939 роках працював гірничим інженером, помічником начальника дільниці, начальником дільниці, головним інженером шахти, головним інженером тресту в Донецькій (Сталінській) області.
У 1939—1941 роках — головний інженер комбінату «Москвавугілля» та тресту Підмосковного басейну (місто Тула).
У 1941—1942 роках — начальник виробничого відділу по районах Уралу Народного комісаріату вугільної промисловості СРСР.
Член ВКП(б) з 1942 року.
У 1942—1944 роках — начальник вугледобувного комбінату «Свердловськвугілля».
У 1944—1945 роках — головний інженер комбінату «Ворошиловградвугілля».
У 1945 році — начальник комбінату «Донбасантрацит» (місто Красний Луч Ворошиловградської області).
У 1945—1946 роках — начальник комбінату «Українвугілля» (місто Київ).
У 1946—1957 роках — заступник міністра вугільної промисловості СРСР.
У травні 1954 року Президія ЦК КПУ запропонувала затвердити Леоніда Графова 1-м заступником міністра вугільної промисловості Української РСР. Однак, 13 липня 1954 року це рішення було скасовано.
У 1957 році — член колегії Державної економічної комісії Ради міністрів СРСР з поточного планування народного господарства.
У 1957 — серпні 1960 року — заступник голова Державного планового комітету Ради міністрів Російської РФСР. Одночасно 24 червня 1957 — 13 червня 1958 року — міністр Російської РФСР.
У серпні 1960 — 25 грудня 1962 року — голова Ради народного господарства (раднаргоспу) Кемеровського економічного адміністративного району.
25 грудня 1962 — 1965 року — голова Ради народного господарства (раднаргоспу) Кузбаського економічного району.
У 1965 році — заступник начальника відділу Державної планової комісії Ради міністрів СРСР.
У 1965 — 9 січня 1978 року — 1-й заступник міністра вугільної промисловості СРСР.
Помер 9 січня 1978 року в Москві. Похований на Кунцевському цвинтарі Москви.

## Нагороди та відзнаки
- орден Леніна
- п'ять орденів Трудового Червоного Прапора
- два ордени «Знак Пошани»
- кавалер Лицарського хреста ордену Відродження Польщі
- медаль «За доблесну працю у Великій Вітчизняній війні 1941—1945 рр.» (1945)
- медаль «За доблесну працю. В ознаменування 100-річчя з дня народження Володимира Ілліча Леніна» (1970)
- медаль «Ветеран праці»
- медалі
- Знак «Шахтарська слава» I ст.
- Знак «Шахтарська слава» II ст.
- Знак «Шахтарська слава» III ст.